# ふれあいバス (川崎町)

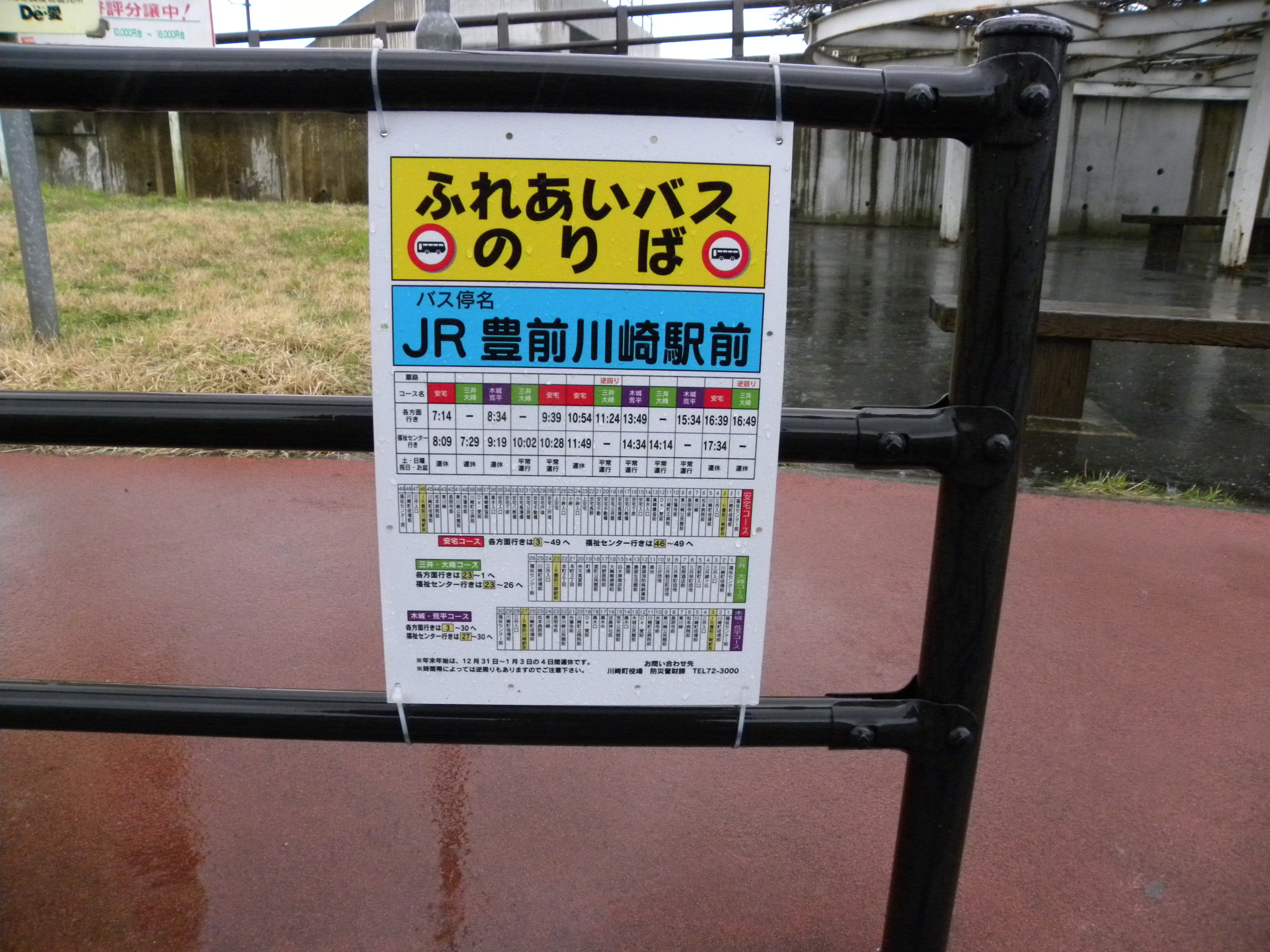
ふれあいバスのバス停

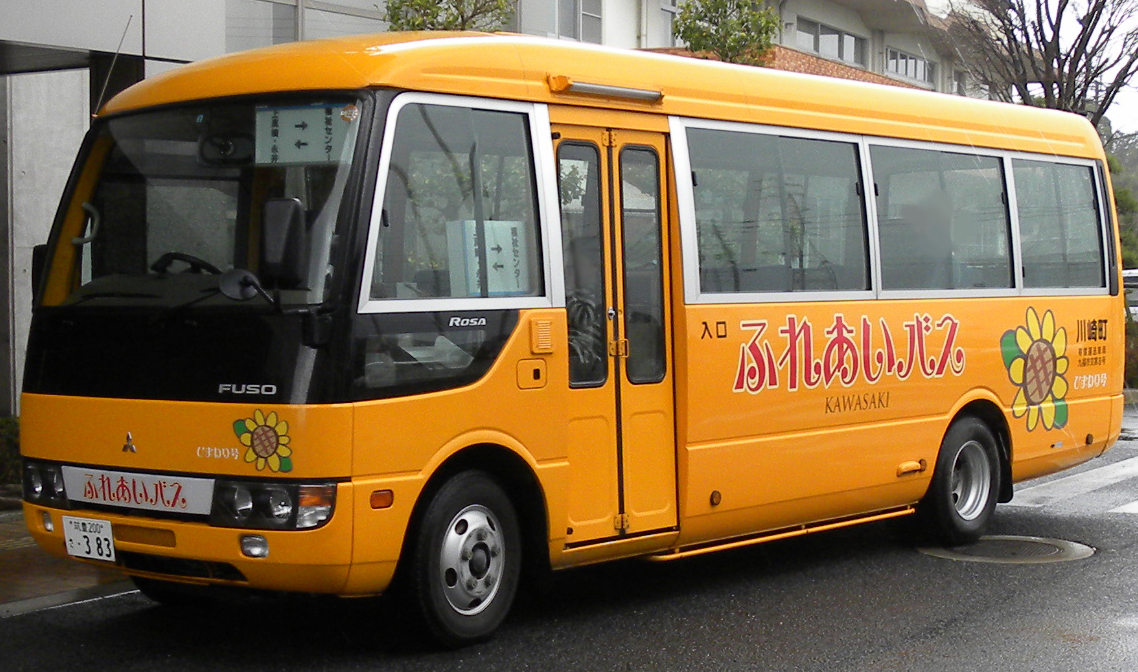
ひまわり号

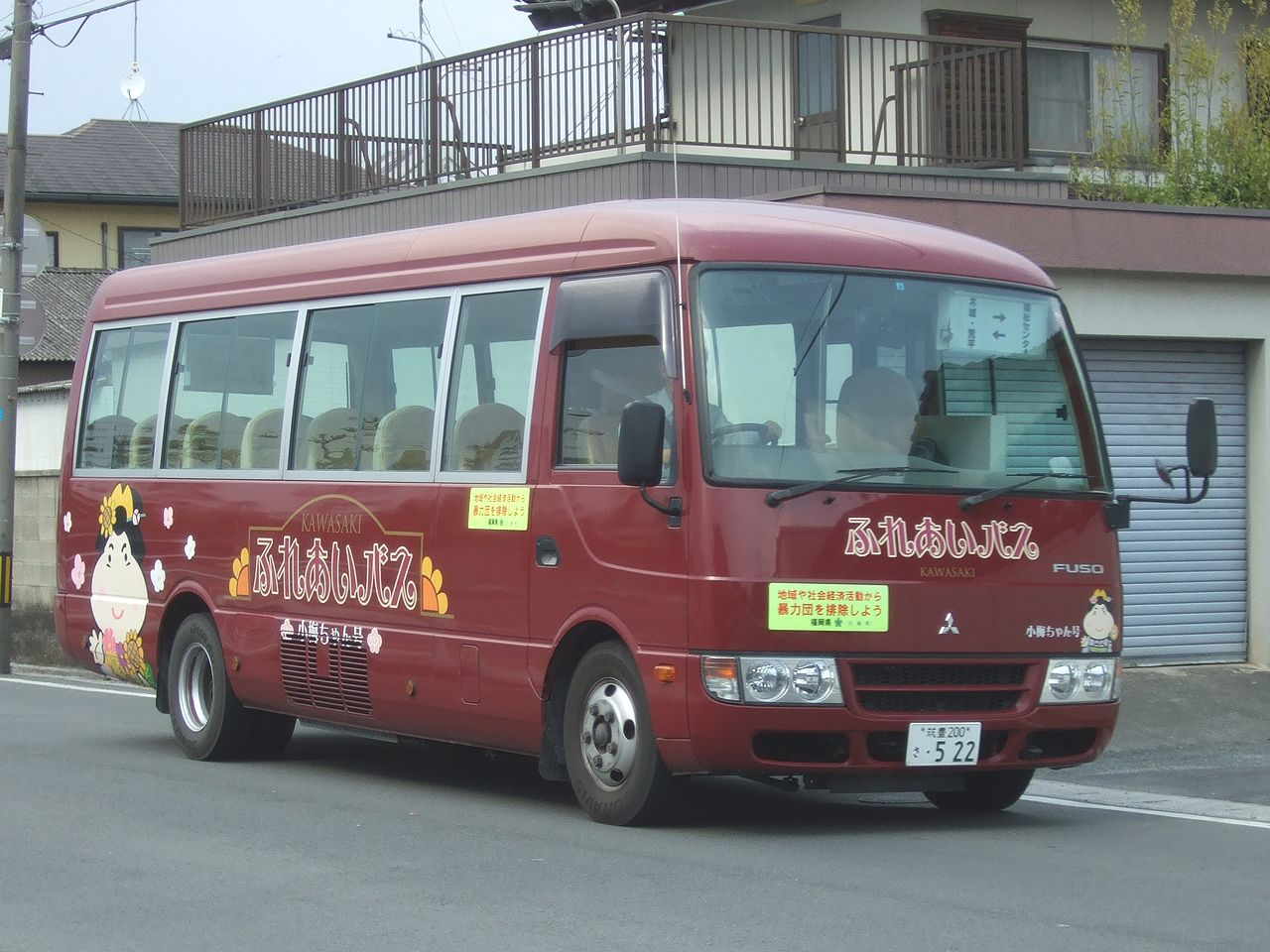
小梅ちゃん号

ふれあいバスは、福岡県田川郡川崎町にて運行しているコミュニティバスである。

## 概要
- 運行形態は、道路運送法の規定に基づく自家用自動車（白ナンバー車）による有償運送である。
- 運賃は1回利用100円（中学生以上）で、小学生は無料、障害者は50円。回数券（11枚綴りで10回分）がある。
- 12月31日 - 1月3日は運休。土曜・日曜・祝日及びお盆は減便して運行される。

## 沿革
- 2005年10月1日 - 西鉄バス筑豊の後藤寺 - 安宅線の廃止代替として、福祉センター - 上安宅間に期間限定福祉バス運行開始（2006年3月31日まで）。平日3便土日祝2便。[1]
- 2006年4月1日 - 期間限定福祉バスに代わり、役場 - 上安宅間に「川崎町バス」運行開始。平日4便土日祝2便[2]。無償。
- 2007年4月1日 - 川崎町社会福祉協議会運行の福祉バスに代わり、「町内巡回バス」運行開始。A - Cの3コース、月 - 金曜のみ。[3]
  - 「川崎町バス」は平日・土曜の運行本数を揃える一方、日曜・祝日は運休に。
- 2009年9月1日 - 「川崎町バス」「町内巡回バス」「福祉バス」を統合して、ふれあいバス運行開始。有料運行化[4]。
- 2010年1月4日 - 時刻変更。安宅地区に停留所追加（安宅入口、安宅不動、安宅戸頃、安宅上戸頃、小峠入口）。

## 路線
以下5コースがある（2010年1月4日現在）。
安宅コース
- 福祉センター前 - （川崎町役場前 - JR豊前川崎駅前） - 川崎町役場前 - 東川崎 - 長明寺前 - 光蓮寺前 - 川崎町立病院 - De・愛前 - 安宅不動橋 - （安宅長野→/←安宅戸頃） - 上安宅 （- 小峠）
  - 平日5往復・土日祝2往復。第3便・第5便は小峠まで運行（ともに土日祝運休）。
  - 第1便は福祉センター前→De・愛前間、De・愛前→安宅不動橋間直行。豊前川崎駅前発車後は川崎町役場を通過する。
  - 第4便は福祉センター前→川崎町役場前間直行。

木城・荒平コース
- 福祉センター前 - 川崎町役場前 - JR豊前川崎駅前 - 川崎町役場前 - 東川崎 - 長明寺前 - 光蓮寺前 - 川崎町立病院 - De・愛前 - （木城公民館前→） - 黒木口 - （荒平公民館前→/←黒木中） - 淡島神社前
  - 平日3往復・土日祝2往復。

上真崎・永井コース
- 福祉センター前 - 川崎町役場前 - 東川崎 - 本町入口 - 川崎町民運動公園 - 長明寺前 - 東中央 - 川崎町立病院 - De・愛前 - 西教寺前 - 上真崎中 - 川崎町立病院 - 永井消防格納庫前 - 川崎町役場前 - 福祉センター前
  - 循環線。順方向の循環が平日2便・土日祝1便、逆方向の循環が1便。

池尻・田原コース
- 福祉センター前 - 川崎町役場前 - 西田原 - 東洋団地 - 三ヶ瀬分譲住宅 - 三ヶ瀬 - 手の浦集会所 - 豊前生活館前 - 池尻郵便局前 - 大谷集会所前 - 東田原団地 - 松岡酒店前 - 東田原団地 - 松岡酒店前 - 東田原 - 川崎町役場前 - 福祉センター前
  - 循環線。順方向の循環は平日のみ2便（土日祝運休）、逆方向の循環が2便。

三井・大峰コース
- 福祉センター前 - 川崎町役場前 - 三井緑ヶ丘 - 松岡酒店前 - 三井東町団地 - 奥谷 - 島廻 - 大峰郵便局前 - 町境 - 本町3丁目 - JR豊前川崎駅前 - 川崎町役場前 - 福祉センター前
  - 循環線。順方向の循環が平日3便・土日祝2便、逆方向の循環が2便。

## 車両
専用車として三菱ローザを2台使用している。1台はオレンジ色地に町の花であるヒマワリを描き「ひまわり号」の愛称があり、別の1台はえんじ色地で地元川崎町出身の芸者・歌手の赤坂小梅をモチーフにした町のマスコットキャラクター「小梅ちゃん」を描き「小梅ちゃん号」の愛称がある。また、トヨタ・ハイエースも保有する。
運行する車両は便ごとに固定されている。